# Iglesia de San Esteban (Quintanilla de la Ribera)
La iglesia de San Esteban en Quintanilla de la Ribera, en el municipio de Ribera Baja (Álava, España) presenta distintas fases de construcción, siendo la principal del siglo XVI, en estilo gótico, correspondiendo el resto al siglo XVII, en estilos renacentista y barroco.

## Descripción

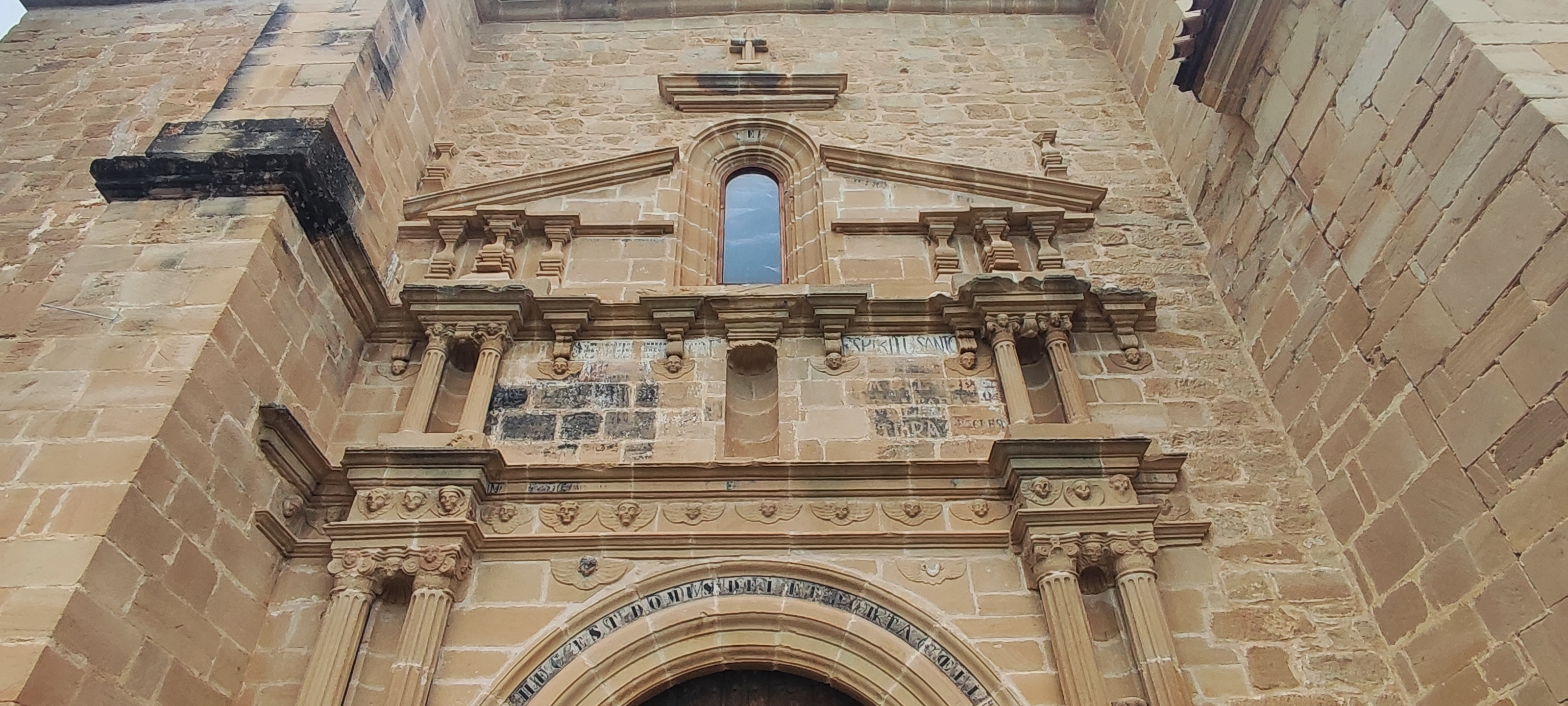
Portada plateresca

Se trata de un edificio exento, de planta rectangular, con orientación oeste-este, nave única, cabecera ochavada entre contrafuertes, y varios elementos anexos al cuerpo principal: la torre-campanario, junto a la cabecera; sendas capillas a ambos lados del altar; el espacio que ocupa la pila bautismal en un lateral, y la sacristía nueva junto a la cabecera. Presenta muros de mampuesto concertado, con tramos de sillarejo y sillería, que se utiliza en formación de esquineras, cornisas, contrafuertes y portada.
Se accede al interior por su lado sur, a través de una portada plateresca de grandes dimensiones encajada entre dos contrafuertes. Es de dos cuerpos y remate de frontón triangular, roto por vano de luz en arco de medio punto. En el primer cuerpo se dispone el acceso con gran arco de medio punto con rosca moldurada, flanqueado por pares de columnas acanaladas y capiteles jónicos con ángeles. Sobre éstas se apoya el entablamento con friso decorado con ángeles alados. El segundo cuerpo, mucho más bajo, se ordena de similar manera, con dobles columnillas.
La nave principal se compone de tres tramos: la primera, más corta, se corresponde con el espacio destinado a coro. El tramo central se corresponde con el acceso, y el siguiente cubre en parte el altar y es el anterior a la cabecera. Todo este espacio continuo, incluida la cabecera, se cubre por medio de una sucesión de bóvedas nervadas, con variadas soluciones de complicadas nervaduras, formando estrellas de diecisiete claves. Todas ellas realizadas en piedra, tanto los nervios como la plementería, con soluciones de gran calidad artística y técnica, con las claves y las ménsulas de apoyo bellamente decoradas.

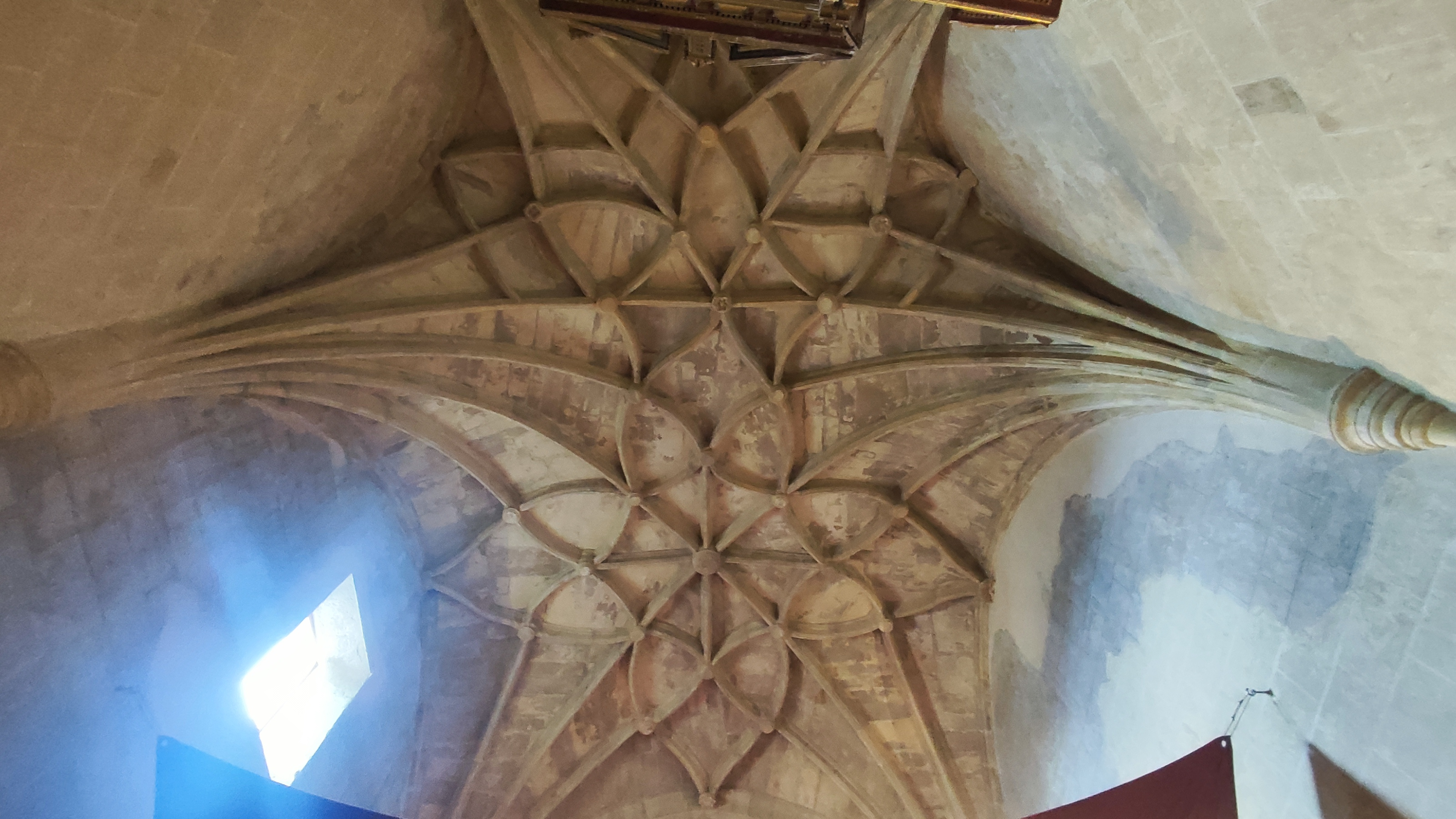
Bóvedas

De la misma manera se cubren las dos capillas laterales, con bóvedas de siete claves, de menor tamaño pero igual nivel de ejecución. Junto a la capilla sur, entre ésta y el primer contrafuerte de la cabecera, se dispone un pequeño espacio de planta trapezoidal, en principio residual, que sorprende por estar cubierto por una compleja bóveda nervada para tan pequeña estancia.
Bajo la torre, la antigua sacristía, que dispone de doble acceso: desde el altar y desde una de las capillas laterales. Se cubre asimismo por una bóveda nervada, en este caso de arista, con ménsulas y clave central decoradas con motivos geométricos o vegetales. La torre es de planta semi-cuadrangular, con imposta separando el cuerpo de campanas que se disponen en vanos con arco de medio punto y se remata con cornisa.

## Restauración y uso cultural

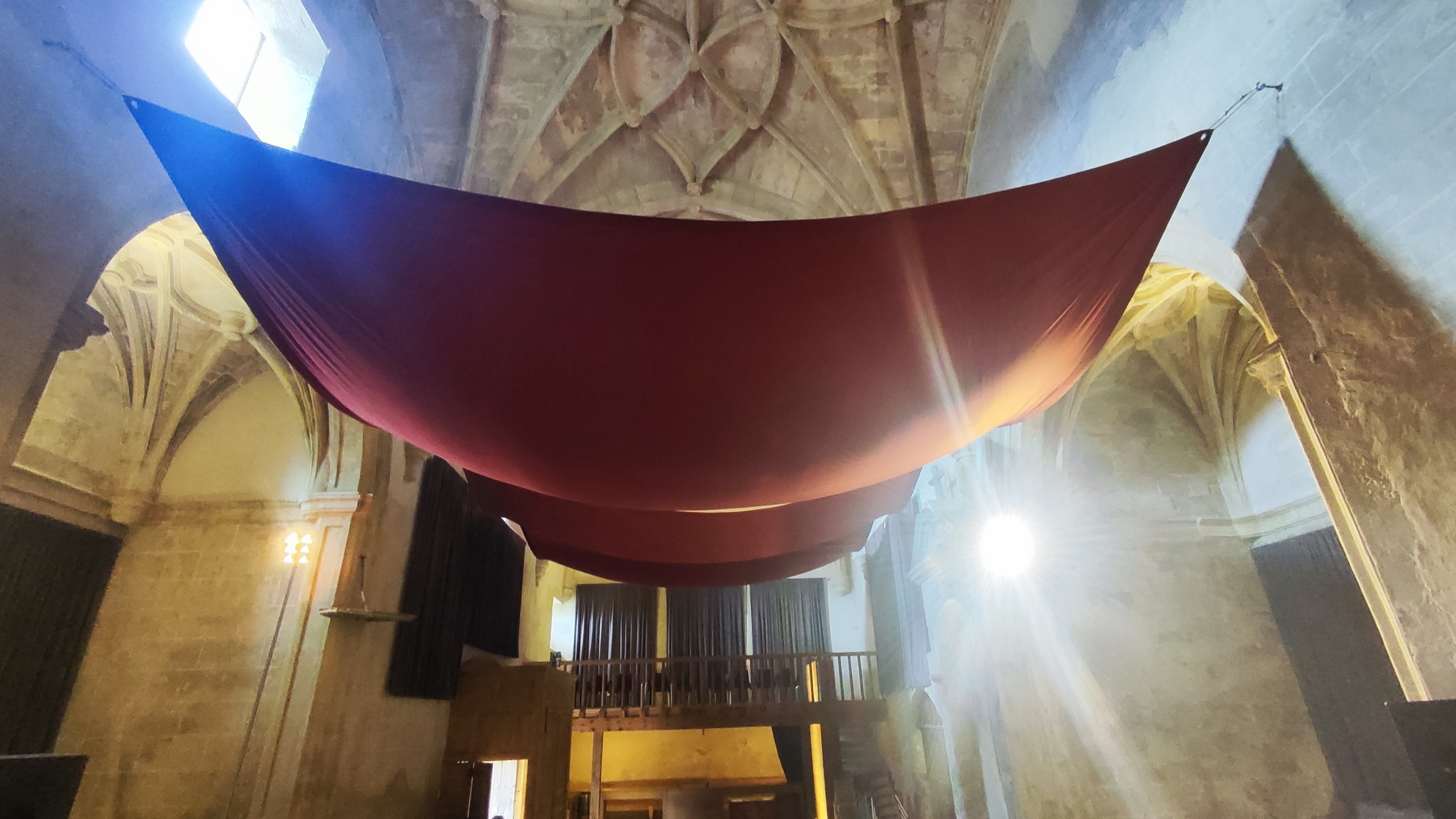
Espacio cultural

De 2009 a 2013 se realizaron obras de restauración del templo como bien patrimonial, obras de conservación de bóvedas, solados y paramentos. Se recuperó el coro y el conjunto de capillas, sacristía y torre. Por otra parte se intervino también en la muralla, ejecutando su drenaje.La iglesia, desacralizada, alberga eventos culturales como festivales de jazz y otros espectáculos.